# Shane Wright
Shane Wright (né le 5 janvier 2004 à Burlington dans la Province de l'Ontario au Canada) est un joueur canadien de hockey sur glace. Il évolue à la position d'attaquant.

## Biographie

### En club
Lors de la Saison 2019-2020, Wright, âgé de 15 ans, obtient le statut de joueur d'exception. Ce dernier lui permet d'évoluer dans la Ligue de hockey de l'Ontario, une année avant l'âge standard requis. Il est le sixième joueur de l'histoire à obtenir ce statut après John Tavares, Aaron Ekblad, Connor McDavid, Sean Day et Joseph Veleno. Il est donc logiquement repêché à la première position du repêchage de la LHO, par les Frontenacs de Kingston.
Il fait ses débuts dans la LHO le 20 septembre 2019, lors d'une rencontre face aux Generals d'Oshawa à Oshawa. Les Frontenacs perdent sur le score de 4-1 et Wright ne récolte aucun point. Le 29 septembre 2019, les Frontenacs affrontent à nouveau les Generals, mais à Kingston. Ils perdent à nouveau sur le score de 1-4, Wright inscrit son premier but.
Le 28 décembre 2019, les Frontenacs nomme Wright Assistant-capitaine. Il devient le plus jeune assistant-capitaine de l'histoire de la LCH.
Au terme de la saison, Wright dispute 58 rencontres, pour un total de 39 buts et 66 points. Il remporte le trophée du meilleur joueur recrue de la LHO, le Trophée de la famille Emms. Il est également nommé Recrue de la saison de la Ligue canadienne de hockey, qui regroupe toutes les ligues juniors du Canada.
La Saison 2020-2021 n'a pas lieu à cause de la pandémie de la pandémie de COVID-19.
Le 8 octobre 2021, avant le lancement de la nouvelle saison de la LHO, les Frontenacs nomment Wright Capitaine de la formation. Ses assistants sont Jake Murray, Lucas Peric, Lucas Edmonds et Jordan Frasca.
En vue du repêchage 2022 de la LNH, Wright est classé parmi les meilleurs espoirs. Il est sélectionné au 4e rang par le Kraken de Seattle.
Le 13 juillet 2022, le Kraken lui accorde un contrat d'entrée de trois ans, d'une valeur de 2,85 millions de dollars. En début de saison, Wright joue soit peu, est laissé de côté ou est envoyé dans la LAH avec les Firebirds de Coachella Valley. Il compte son premier but dans LNH contre les Canadiens de Montréal le 6 décembre 2022 dans une défaite de 4 à 2.

### En équipe nationale
Lors du Défi mondial des moins de 17 ans de 2019, il représente le Canada, en étant le Capitaine de la formation noire. En cinq rencontres, il comptabilise sept points. Son équipe est sortie par la Russie en quart de finale et est classée huitième au terme du tournoi.
Lors du Championnat du monde moins de 18 ans en 2021, il est à nouveau nommé capitaine et conduit son équipe à la médaille d'or. Il termine le tournoi avec 14 points, comptabilisant deux buts et une aide lors de la finale face à la Russie.
Lors du Championnat du monde junior de 2022, il dispute deux rencontres pour l'équipe du Canada, avant que le tournoi ne soit annulé à cause de la pandémie de Covid-19, plusieurs équipes ayant de nombreux joueurs déclarés positifs.
Il est nommé capitaine de l'équipe du Canada pour le Championnat mondial junior de 2023.

## Statistiques

### En club
| Saison     | Équipe                        | Ligue          |    | Saison régulière | Saison régulière | Saison régulière | Saison régulière | Saison régulière |   | Séries éliminatoires | Séries éliminatoires | Séries éliminatoires | Séries éliminatoires | Séries éliminatoires |
| Saison     | Équipe                        | Ligue          | PJ | B                | A                | Pts              | Pun              | PJ               | B | A                    | Pts                  | Pun                  |                      |                      |
| 2016-2017  | Flyers de Don Mills U14       | GTHL U14       | -  | -                | -                | -                | -                |                  |   |                      |                      |                      |                      |                      |
| 2017-2018  | Flyers de Don Mills U15       | GTHL U15       | -  | -                | -                | -                | -                |                  |   |                      |                      |                      |                      |                      |
| 2017-2018  | Flyers de Don Mills U15       | OHF Bantam     | 8  | 7                | 8                | 15               | 6                |                  |   |                      |                      |                      |                      |                      |
| 2018-2019  | Flyers de Don Mills U16       | U16 AAA        | 72 | 66               | 84               | 150              | 18               |                  |   |                      |                      |                      |                      |                      |
| 2018-2019  | Flyers de Don Mills U16       | GTHL U16       | 33 | 31               | 41               | 72               | 10               |                  |   |                      |                      |                      |                      |                      |
| 2018-2019  | Flyers de Don Mills U16       | OHL Cup        | 7  | 8                | 6                | 14               | 2                |                  |   |                      |                      |                      |                      |                      |
| 2018-2019  | Team Ontario                  | Jeux du Canada | 6  | 6                | 6                | 12               | 8                |                  |   |                      |                      |                      |                      |                      |
| 2018-2019  | Team GTHL Red                 | OGC-16         | 7  | 8                | 10               | 18               | 2                |                  |   |                      |                      |                      |                      |                      |
| 2017-2018  | Flyers de Don Mills U15       | GTHL U15       | -  | -                | -                | -                | -                |                  |   |                      |                      |                      |                      |                      |
| 2017-2018  | Flyers de Don Mills U15       | GTHL U15       | -  | -                | -                | -                | -                |                  |   |                      |                      |                      |                      |                      |
| 2019-2020  | Frontenacs de Kingston        | LHO            | 58 | 39               | 27               | 66               | 10               |                  |   |                      |                      |                      |                      |                      |
| 2021-2022  | Frontenacs de Kingston        | LHO            | 63 | 32               | 62               | 94               | 22               | 11               | 3 | 11                   | 14                   | 0                    |                      |                      |
| 2022-2023  | Kraken de Seattle             | LNH            | 8  | 1                | 1                | 2                | 2                | -                | - | -                    | -                    | -                    |                      |                      |
| 2022-2023  | Firebirds de Coachella Valley | LAH            | 8  | 4                | 2                | 6                | 2                | 24               | 2 | 7                    | 9                    | 2                    |                      |                      |
| 2022-2023  | Spitfires de Windsor          | LHO            | 20 | 15               | 22               | 37               | 6                | 4                | 1 | 2                    | 3                    | 4                    |                      |                      |
| 2023-2024  | Kraken de Seattle             | LNH            | 8  | 4                | 1                | 5                | 0                | -                | - | -                    | -                    | -                    |                      |                      |
| 2023-2024  | Firebirds de Coachella Valley | LAH            | 59 | 22               | 25               | 47               | 18               | 12               | 4 | 9                    | 13                   | 4                    |                      |                      |
| 2024-2025  | Kraken de Seattle             | LNH            | 79 | 19               | 25               | 44               | 18               | -                | - | -                    | -                    | -                    |                      |                      |
| Totaux LNH | Totaux LNH                    | Totaux LNH     | 95 | 24               | 27               | 51               | 20               | -                | - | -                    | -                    | -                    |                      |                      |

### En équipe nationale
| Année | Équipe          | Compétition                          |   | PJ | B | A  | Pts | Pun                 |  | Résultat |
| 2019  | Canada noir U17 | Défi mondial des moins de 17 ans     | 5 | 4  | 3 | 7  | 14  | 8e place            |  |          |
| 2021  | Canada U18      | Championnat du monde moins de 18 ans | 5 | 9  | 5 | 14 | 2   | Médaille d'or       |  |          |
| 2022  | Canada U20      | Championnat du monde U20             | 2 | 0  | 1 | 1  | 0   | Compétition annulée |  |          |